# Heinrich Repke
Heinrich Repke (né le 31 mars 1877 à Werne et mort le 25 décembre 1962 à Wiedenbrück) est un peintre allemand et représentant de l'école de Wiedenbrück (de).

## Biographie

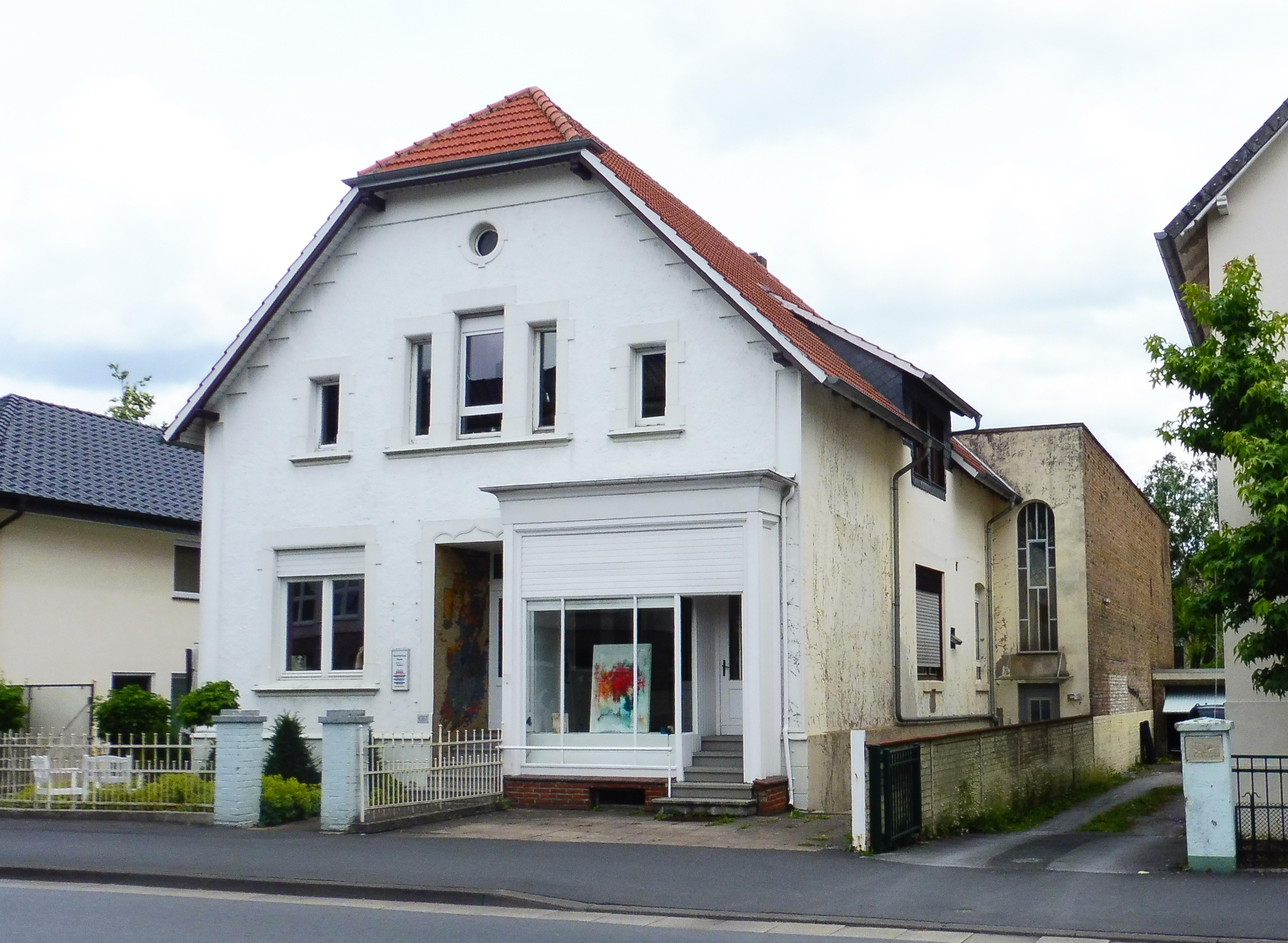
Maison et atelier d'Heinrich Repke à Wiedenbrück

Jusqu'en 1895, il fait un apprentissage de peintre décorateur dans l'atelier de Georg Goldkuhle à Wiedenbrücke. Il suit ensuite une formation de portraitiste dans le même atelier avant de commencer ses études à l'Académie des beaux-arts de Düsseldorf en 1899. Cependant, il revient à Wiedenbrück en 1900 afin d'achever les travaux commencés là-bas par feu Georg Goldkuhle. En 1907, il crée son propre atelier de peinture d'église (de) à Wiedenbrück. 
Entre 1938 et 1943, un total de cinq de ses œuvres sont exposées à la Grande exposition d'art allemand à l'époque national-socialiste. Il s'agit de deux peintures paysannes et de trois natures mortes. Le tableau Der weiße Truthahn est acheté par Adolf Hitler en 1938 pour 750 Reichsmarks (RM). En 1942, Robert Ley acquiert la nature morte Schläft ein Lied in allen Dingen pour 3 000 RM.
Le fils de Repke, Willi (de) (1911-2009) devient également peintre et est considéré comme le dernier représentant de l'école de Wiedenbrücke.
À Rheda-Wiedenbrück et à Werne, il y a maintenant une Repkestrasse chacune.

## Œuvres

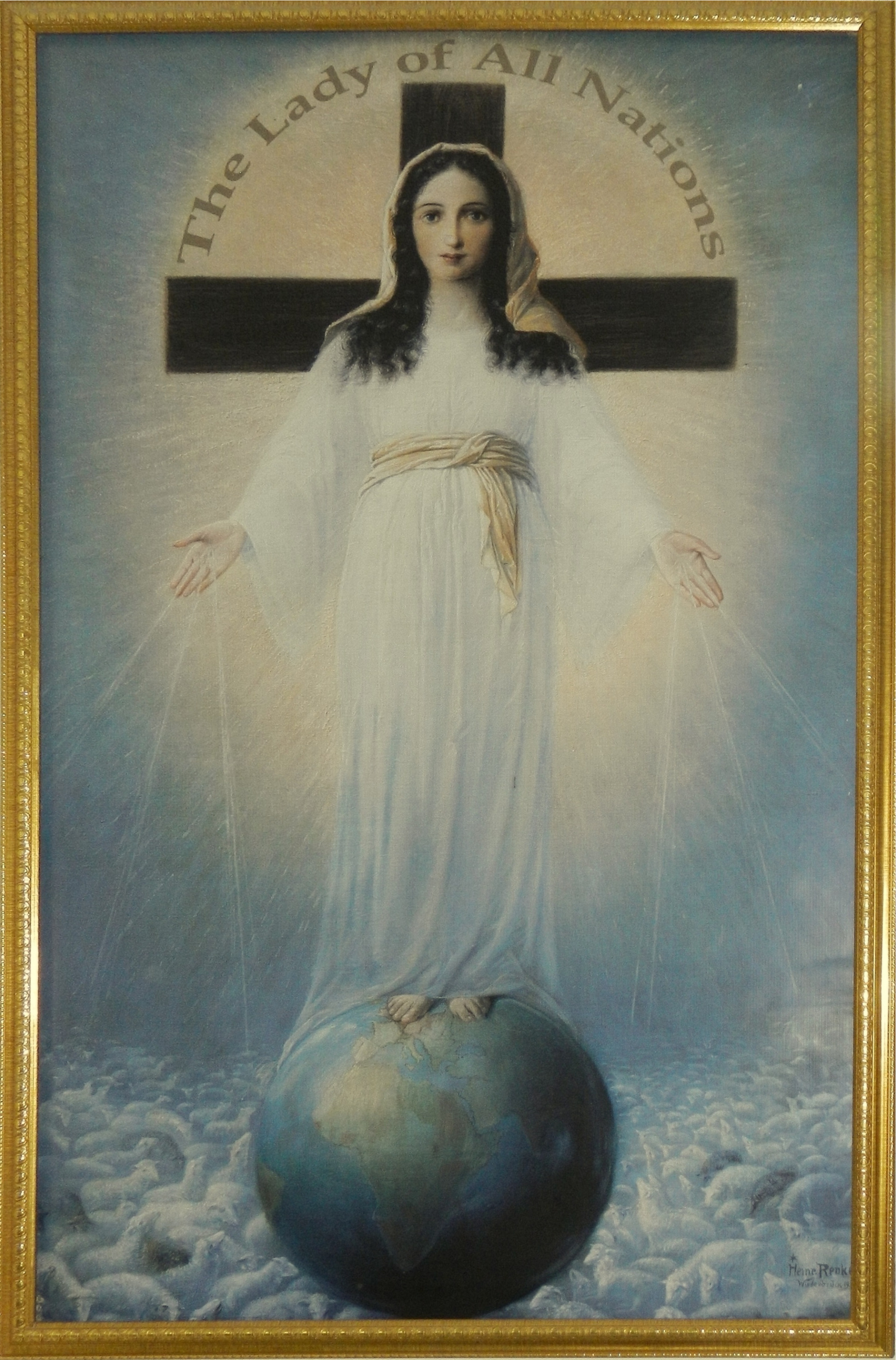
Copie de la peinture Die Frau aller Völker à Norzagaray, Philippines ; signature Heinr. Repke Wiedenbrück

Des œuvres de Heinrich Repke se trouvent dans de nombreuses églises notamment dans:
- Oldenzaal (NL), Basilique de Plechelmus
- Denekamp (NL), église Saint-Nicolas
- Lette (Oelde), église paroissiale Saint-Guy, (peintures "Christ en croix" et "Christ avec les disciples à Emmaüs ")
- Brambauer, (Lünen), église paroissiale du Sacré-Cœur-de-Jésus, (tableau "Christ Roi") dans la nef gauche de l'église
- Dortmund-Hörde, Collégiale Sainte-Claire (de) (14 Chemins de Croix)

En 1951, suivant les directives controversées de la voyante hollandaise Ida Peerdeman, il peint l'image miraculeuse de la Dame de tous les Peuples, qui est actuellement accrochée dans la chapelle de la Dame de tous les Peuples à Amsterdam,.
Le tableau "Gedembergmühle in Werne", propriété privée, est remis au Musée de la ville de Werne dans sa collection en 2020.